# Cerro El Rosario
Cerro El Rosario är ett berg i Mexiko.   Det ligger i delstaten Tlaxcala, i den sydöstra delen av landet, 100 km öster om huvudstaden Mexico City. Toppen på Cerro El Rosario är 3 309 meter över havet.
Terrängen runt Cerro El Rosario är huvudsakligen kuperad. Runt Cerro El Rosario är det ganska tätbefolkat, med 56 invånare per kvadratkilometer. Närmaste större samhälle är Tlaxco, 11,1 km sydost om Cerro El Rosario. I omgivningarna runt Cerro El Rosario växer i huvudsak blandskog.